# Distretto di Abbiategrasso
Il distretto di Abbiategrasso era il nome di un distretto ideato dal governo giacobino della Repubblica Cisalpina nel dipartimento del Ticino, e nel dipartimento d'Olona dopo il colpo di Stato del 1798.

## Storia
La Costituzione della Repubblica Cisalpina progettò un nuovo ordinamento degli enti locali lombardi, partendo dal presupposto di una nuova geografia basata su una razionalizzazione illuministica anziché sul retaggio di secoli di storia. La funzione dei distretti, che andavano a sostituire l'istituto plurisecolare della pieve, sarebbe divenuto quello di svolgere le più alte funzioni municipali nelle aree di notevole parcellizzazione comunale.
Nell'area occidentale milanese, l'anomala posizione del borgo di Abbiategrasso, statisticamente parte della Pieve di Corbetta ma da due secoli autonomo religiosamente e in parte amministrativamente, diede spunto alla creazione di un distretto del tutto separato dalla comunità corbettese, aggiungendovi anche quelle località amministrativamente plebanee ma da sempre legate a Casorate per il rito cattolico. Del distretto non faceva comunque parte la stessa Abbiategrasso che, in quanto borgata con più di tremila abitanti, era direttamente sottoposta al dipartimento ai sensi della Costituzione. Il distretto venne classificato col numero 5.
Definito dalla legge 6 germinale anno VI, l'ente non riuscì ad avere una vera applicazione fino al colpo di Stato militare che rovesciò il primo governo giacobino sostituendolo con uno più finalizzato ad ottenere risparmi per la guerra. Il distretto di Abbiategrasso, col numero 8, recuperò il suo capoluogo e ruppe definitivamente col passato, incorporando le parti del soppresso distretto di Corbetta e del distretto di Rosate meglio collegate viabilisticamente.
Dopo un solo anno l'invasione austriaca travolse comunque tutto ristabilendo in pieno comuni e vecchie pievi. Anche quando l’anno successivo, il 1800, prontamente tornarono i francesi, si preferì a questo punto mantenere provvisoriamente le autorità locali in essere fino a che nel 1801 questo livello amministrativo venne definitivamente superato a favore dei cantoni.

## Territorio
I comuni inizialmente ricompresi furono Basiano, Besate, Bugo, Coronate, Fallavecchia, Lugagnano, Motta Visconti, Ozzero, Robecco, Ticinello.
Dopo il golpe l’elenco fu: Abbiategrasso, Albairate, Bestazzo, Bonirola, Bugo, Caselle, Cassina del Donato, Castellazzo de’ Barzi, Castelletto Mendosio, Cisliano, Cusago, Fagnano, Gaggiano, Loirano, Lugagnano, Maggenta, Ozero, Ravello, Robecco, San Pietro Bestazzo, San Vito, Terzago, Ticinello, Vermezzo.